# Le Baron (bar)
Pour les articles homonymes, voir Le Baron et Baron.
Le Baron est un célèbre bar-discothèque des années 2000-2010 situé à Paris, au 6, avenue Marceau, près du pont de l'Alma.

## Historique
Le lieu était à l'origine un bar à hôtesses. La taille relativement modeste du local ne lui permet pas d'accueillir plus de cent cinquante personnes.
Le Baron, club ouvert le 14 octobre 2004, par André Saraiva (artiste utilisant le pseudonyme André) et Lionel Bensemoun (organisateurs des soirées La Johnson), est parfois considéré encore en 2010 comme « le plus branché de Paris »,. Dans un article publié en 2024 revenant sur l'histoire du Baron, Le Monde note qu'il était fréquenté par des « stars internationales et figures médiatiques et culturelles du Tout-Paris ». Ainsi, sa porte a la réputation d'être assez difficile à franchir, les physionomistes ne laissant généralement entrer que les habitués.
Le Monde évoque une « armada de DJ résidents qui ont créé l’empreinte musicale du club » ; afin de se démarquer des nombreux clubs électro-house et hip-hop de la capitale, Le Baron diffuse des morceaux « des années 1930 à la fin des années 1980 ». Dans un hors-série sur les lieux branchés de Paris, Le Nouvel Observateur déplore pour sa part une trop grande hétérogénéité des disc jockey, dont certains ne seraient « pas toujours top ».
En 2012, Le Baron ouvre à Londres, ainsi qu'à New York, décoré par Vincent Darré.
Le logotype initial du club est un chapeau haut-de-forme dessiné par André Saraiva. Ensuite, c'est un pirate.
Le club ferme fin 2018.
En décembre 2018 lui succède au même endroit le club « Medellin », lancé par Audren Dimitris, ancien employé du Baron. Le lieu suscite une polémique auprès de personnes originaires de Colombie, en raison d'une supposée apologie du narcotrafiquant Pablo Escobar dans la décoration de l'établissement.

## Dans la chanson
Le Baron est mentionné dans la chanson Non non non (Écouter Barbara) écrite par Doriand, composée par Edgar Ficat, arrangée par Claire Cosnefroy et interprétée par Camélia Jordana,.

## Au cinéma
La première scène du film Les Petits Mouchoirs, de Guillaume Canet sorti en 2010, se déroule au Baron. Ludo, le personnage interprété par Jean Dujardin, sort des toilettes, passe par la piste de danse avant de sortir de la boîte et de prendre son scooter, direction place de l'Alma.
Dans le film Tout ce qui brille, de Géraldine Nakache et Hervé Mimran sorti en 2010, la première scène se déroule au bar. Ely et Lila y entrent par une porte dérobée.
Dans le film La Vie au ranch, de Sophie Letourneur sorti en 2010, Chloé drague Fritz, un étudiant allemand devant la boîte.

## Dans la littérature
Un des physionomistes les plus connus du club après Bak, Jonathan, dit « big John », publie un livre médiatisé sur sa vie et son métier, Big John de Paname, aux éditions Anne Carrière, en 2016.